# 928 هـ
928 هـ هي سنة في التقويم الهجري امتدت مقابلةً في التقويم الميلادي بين سنتي 1521 و1522.

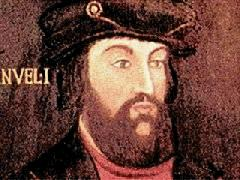
مانويل الأول ملك البرتغال

## مواليد
- سعيد المقري التلمساني

## وفيات
- العليمي المقدسي
- بدر الدين أحمد بن سعيد الشماخي
- مانويل الأول ملك البرتغال
- خاير بك